# Benkov (Uničov)
Benkov (německy Pinke) je vesnice, část města Uničov v okrese Olomouc. Nachází se asi 3 km na západ od Uničova. Benkov leží v katastrálním území Benkov u Střelic o rozloze 9,04 km2.

## Název
Název vesnice zněl původně Zbyňkov (užívána též podoba Zbynkov), byl odvozen od osobního jména Zbyněk a znamenalo "Zbyňkův majetek". Ze spojení z Zbynkova vznikl ztotožněním první souhlásky jména s předložkou nový první pád Bynkov (zapisovalo se většinou Binkov). Samohláska e v první slabice je nářečního původu. Německé jméno vzniklo z českého.

## Historie
První písemná zmínka o vesnici pochází z roku 1344.
Narodil se tu a působil politik Johann Kopp (1860–1942), na počátku 20. století poslanec Moravského zemského sněmu a Říšské rady.
V letech 1850–1950 byla samostatnou obcí, v letech 1961–1975 byla vesnice součástí obce Střelice a od 1. ledna 1976 se stala součástí města Uničov.
V ranních hodinách 16. března 2020, v době, kdy se Česká republika potýkala s pandemií nemoci covid-19, rozhodli hygienici, s ohledem na prudký nárůst pacientů s tímto onemocněním, o uzavření měst Uničova a Litovle spolu s jejich okolím. Policie oblast střežila a neumožnila nikomu do oblasti vstoupit, ani ji opustit. Jednou z takto zasažených vesnic byl i Benkov u Střelic. Uzavření oblasti skončilo 30. března.

## Obyvatelstvo

### Počet obyvatel
Počet obyvatel je uváděn podle výsledků sčítání lidu za Benkov včetně těch místních částí, které k němu v konkrétní době patřily.
| 1869 | 1880 | 1890 | 1900 | 1910 | 1921 | 1930 | 1950 | 1961 | 1970 | 1980 | 1991 | 2001 | 2011 |
| ---- | ---- | ---- | ---- | ---- | ---- | ---- | ---- | ---- | ---- | ---- | ---- | ---- | ---- |
| 394  | 444  | 437  | 440  | 451  | 431  | 442  | 312  | 239  | 227  | 208  | 205  | 218  | 217  |